# Enckeov komet
Enckeov komet, 2P/Encke, komet Enckeove vrste. Spada u komete blizu Zemlje (NEC, NEO). Komet je s najkraćim ophodnim vremenom (3,3 godine), drugi komet (nakon Halleyjeva kometa) za koji je ustanovljeno da je periodički. Inklinacija mu je 11,76 °, najveća udaljenost od Sunca 4,11 astronomskih jedinica a najmanja 0,33 AJ. Promjer jezgre mu je 4,8 km. 
Neovisno jedan o drugome promatralo ga je više astronoma.
Prvi ga je zapazio francuski astronom Pierre Méchain 1786. godine. 1795. ga je promatrala Caroline Herschel. Uočio ga je zatim Jean-Louis Pons 1818., a Johann Franz Encke mu je 1819. izračunao putanju. SPK-ID je 1000025.
Alternativne oznake su: 1786 I; 1795; 1805; 
 1819 I; 1822 II; 1825 III;
 1829; 1832 I; 1835 II; 
 1838; 1842 I; 1845 IV.
Enckeov komet (označen kao 2P/Encke) ima najkraće ophodno vrijeme, samo 3,3 godine. I zbog toga i zbog velikog sjaja prvak je u broju pojava, viđen je više od 50 puta. Izučava se gotovo dva stoljeća. Za to vrijeme mu se ophodno vrijeme skratilo. Razlog nije u mogućem kočenju u međuplanetarnom sredstvu, već u tome što se prilikom istjecanja tvari, a ona istječe u smjeru suprotnom od Sunca, javlja reaktivna sila zbog koje se komet približava Suncu. I sjaj mu se smanjio, za dvije zvjezdane veličine (prividna magnituda). Zanimljivo je da se uz pomoć većih teleskopa Enckov komet vidi na cijeloj stazi!